# 棋力
棋力（きりょく）とは、囲碁・将棋などの強さのこと。具体的には段級位、レイティングなどで表す。

## 段級位とレイティング
段級位とレイティングはともに、棋力をはかる指標となるが、両者の性格は微妙に異なる。
段級位は江戸時代にはあった指標であり、囲碁・将棋を統轄する団体（日本国内では、囲碁では日本棋院や関西棋院、将棋では日本将棋連盟）から正式な免状や認定証が与えられるなど、伝統と権威を持ったものである。その反面、段級位の認定が実際の棋力を反映していないといわれることが多い。
理由としては、アマチュアの段級位の取得方法の代表的なものとして認定問題の解答によるものがあるが、認定問題では特定の局面での正解手を選ぶだけであり、1局の対局全体においての強さを測定しているわけではないということがある。プロの場合は、一定の対局数や勝数を積み重ねれば昇段し、年齢などの理由で棋力が低下しても降段することはないため、最高段位である九段であっても成績が伴わない棋士が存在している。
これに対してレイティングは、純粋に対局の結果のみで値が決定し、対局に勝つと数値が大きくなり負けると小さくなる。従ってその時点での棋力をかなり正確に反映したものといえるが、計算方法が非常に複雑になるため、その多くはインターネットを利用した対局サイトで行われている。
碁会所や将棋道場などでは、独自に段級位を定め、道場での対局結果によって昇降段を決定しているところが多い。インターネット上の対局サイトでも、レイティングと段級位を併用しているところがある。

## 棋力とハンディキャップ
対局相手との棋力差が大きい場合、ハンディキャップをつけて対局することがある。
囲碁の場合、「置き碁」と言って弱いほうが黒番を持ち、2子以上の石を置いた状態からゲームを開始する。将棋の場合は、「駒落ち」といって強いほうが何枚かの駒を除去（ゲーム中は使わない）した状態からゲームを開始する。ただし、駒落ち戦には駒落ち戦特有の指し方があり、平手（駒落ちでないゲーム）の棋力とは違う結果になることもある。